# M2 Half-Track Car
De M2 Half-Track Car was een pantserwagen (half-track, voor normale wielen, achter rupsbanden) die gebruikt werd door de Verenigde Staten tijdens de Tweede Wereldoorlog.

## Geschiedenis
Nadat het Amerikaanse leger enkele half-tracks van Citroën Kégresse had getest was het positief over het model. Hierop besloot de White Motor Company, een van de grootste producenten van vrachtwagens in de VS, om ook een prototype te maken, waarbij ze gebruik maakten van het chassis en de bepantsering van de M3 Scout Car, wat ook hun ontwerp was.
In 1938 was het eerste prototype van de White Motor Company voltooid, een combinatie van de M3 Scout Car en de T9 Half-Track. Het voertuig werd de T7 Half-Track Car genoemd. Nadat bleek dat dit voertuig niet genoeg kracht had, werd er een krachtigere motor ingebouwd, waarna de modellen de naam T14 Half-Track Car kregen.
In 1940 werd het model definitief goedgekeurd door het leger en onder de naam M2 Half-Track Car onder de troepen verstrekt, als zowel een 'standaard vervoersmiddel', als een verkenningsvoertuig.
Tussen 1942 en 1943 werden er, gelijk aan de M3 Half-Track nog enkele wijzigingen aan onder andere de aandrijflijn en de motor doorgevoerd.
In totaal werden er ca. 13.500 exemplaren gebouwd, hier kwamen later, onder de naam M9 Half-Track, nog 3.500 bij.

## Gebruik
De eerste M2's werden in 1941 ingezet en zouden uiteindelijk worden ingezet op de Filipijnen, Noord-Afrika en Europa door de United States Army, en in gevechten in de Grote Oceaan door het United States Marine Corps.
In 1942 werd de M2, samen met de M3 Half-Track, voor het eerst in Noord-Afrika ingezet tijdens Operatie Torch. Een Amerikaanse pantserdividie had in dat jaar twee pantserregimenten, elk met 100 half-tracks, en één pantserinfanterieregiment met nog eens 230 half-tracks. Inclusief de half-tracks voor andere functies kwam het totaal op 733 exemplaren per divisie. De eerste ervaringen met de half-track waren matig, Amerikaanse eenheden leden zware verliezen bij Kasserine in Tunesië. Het kreeg de bijnaam Purple Heart Boxes, een verwijzing naar een oorlogsmedaille voor gewonden. De belangrijkste nadelen waren het open dak dat geen bescherming bood tegen granaatscherven en het pantser was te licht om zwaar machinegeweer vuur te stoppen. De officieren vonden de half-track veel onderhoud eisen en het voertuig kon minder soldaten vervoeren dan een normale vrachtwagen. Hogere officieren waren niet overtuigd van de nadelen en bleven het voertuig inzetten.

Later, bij Operatie Husky, waren de ervaringen beter. Vooral de pantserinfanterieregimenten waren tevreden; de half-tracks konden de tanks in moeilijk terrein volgen waar een vrachtwagen het al lang had opgegeven en het pantser gaf toch enige bescherming waardoor de troepen dichter bij de strijd het voertuig pas hoefden te verlaten. De bevestiging van het machinegeweer op de skate rail bleef bezwaarlijk, maar dit werd met de M2A1, en M3A1, versie pas opgelost.
Circa 800 M2's werden aan de Sovjet-Unie geleend en veel overige voertuigen gingen naar andere bondgenoten van de VS, voornamelijk in Zuid-Amerika. Veel van deze voertuigen werden nog lang gebruikt, zo gebruikte de National Guard van Nicaragua tien M2's tijdens de Nicaraguaanse Revolutie (1978-1979). Het Argentijnse leger gebruikte tot 2006 nog een verbeterde M9, en gaf deze later aan Bolivia.

### Gebruikers
- Argentinië
- België
- Bolivia
- Cambodja
- Chili
- Frankrijk
- Griekenland
- Israël
- Laos
- Libanon
- Mexico
- Nederland
- Nicaragua
- Polen
- Portugal
- Sovjet-Unie
- Tsjechoslowakije
- Verenigd Koninkrijk
- Verenigde Staten
- Zuid-Vietnam

## Varianten
- M2: De standaarduitvoering van de White Motor Company, had een White 160AX motor. Was uitgerust met een M2 Browning-machinegeweer bevestigt op een skate rail waardoor hij gemakkelijk in de rondte kon draaien.
  - M2E5/M9: De versie van de M2 die werden gebouwd om aan de vraag van de Leen- en Pachtwet te voldoen. Beschikte niet over de deuren aan de achterkant. Is, qua uiterlijk, gelijk aan de M5 Half-Track.
    - M9A1: Gelijk aan de M2A1, een M9 met een M49 machinegeweer. Had wel deuren aan de achterkant.

  - M2E6/M2A1: Elke M2 die werd uitgebreid met de M49 machinegeweer boven de passagiersstoel. Sommigen werden ook geleverd met de mogelijkheid om drie .30 machinegeweren te bevestigen op de truck.
- M4/M4A1 81mm MMC: Een variant van de M2 als gemechaniseerde artillerie. Bewapend met een M1 Mortier van 81 mm. Het was eigenlijk niet de bedoeling dat de mortier gebruikt werd als deze nog steeds bevestigd was aan het voertuig, maar kon in geval van nood toch gebruikt worden vanuit het voertuig.
- M2 with M3 37mm: Tankjager bataljons die gebruik maakten van de M6 Fargo waren niet tevreden over de capaciteiten van het voertuig en sommigen haalden het kanon van de M6 en monteerden deze op M2 Half-Track Cars.
- T1E1: Een M2 waar een luchtafweerkanon op werd bevestigd, alsmede twee .50 M2 Browning machinegeweren. Van deze variant werd slechts een prototype gebouwd. Testresultaten waren niet bevredigend genoeg voor een echte productie.
  - T1E2: Zelfde als de T1E1, alleen was hier de Bendix-montering, die gebruikt werd op de T1E1, maar niet beviel, vervangen door een Maxson M33 montering. Werd uiteindelijk gebruikt in de M3 Half-Track variant T1E4/M13 MGMC.
  - T1E3: Een T1E1 met een overkapping met een turret die vergelijkbaar was met de turrets die gebruikt werden in de B-17 Flying Fortress-bommenwerpers. Bleek te gecompliceerd en had te weinig ruimte voor de bemanning. Ook hiervan werd slechts een prototype gebouwd.
- T28 CGMC: Een M2 waarop een 37mm Gun M1 werd gemonteerd, samen met 2 M2 machinegeweren. Vanwege de grote montering van het kanon moest de bepantsering van de wagen gehaald worden. Het project werd in 1942 geannuleerd maar nog datzelfde jaar opnieuw gestart, ditmaal op de M3.
- T10: Een variant die werd gebouwd om te kijken of de Hispano-Suiza HS.404-kanonnen die in de VS werden geproduceerd op Maxson-monteringen pasten en werkten. Ook dit project werd later geïntegreerd bij de M3, onder de naam T10E1.

## Naslagwerk
- (en)  Half-Track - A history of American semi-tracked vehicles, 2001, Auteur: R.P. Hunnicutt, Uitgeverij: Ballantine Books, ISBN 978-0-307-75506-3.